# Giennadij Jewriużychin
Giennadij Jegorowicz Jewriużychin (ros. Геннадий Егорович Еврюжихин, ur. 4 lutego 1944 w Kazaniu  – zm. 15 marca 1998 w Moskwie) – piłkarz rosyjski grający na pozycji napastnika. W swojej karierze rozegrał 37 meczów w reprezentacji Związku Radzieckiego, w których strzelił 6 goli.

## Kariera klubowa
Karierę piłkarską Jewriużychin rozpoczął w klubie Rakieta Kazań. Następnie został zawodnikiem Łokomotiwu Leningrad. W 1964 roku zadebiutował w jego barwach w radzieckiej pierwszej lidze. W 1965 roku grał w innym klubie z Leningradu, Dinamie.
W 1966 roku Jewriużychin odszedł z Dinama Leningrad do Dinama Moskwa. Wraz z Dinamem wywalczył mistrzostwo ZSRR w 1976 roku oraz dwa wicemistrzostwa w latach 1967 i 1970. W 1967 i 1970 roku zdobywał też Puchar Związku Radzieckiego. W 1972 roku wystąpił z Dinamem w przegranym 2:3 finale Pucharze Zdobywców Pucharów ze szkockim Rangers. W zespole Dinama grał do końca sezonu 1975. Wtedy też zakończył swoją karierę sportową.
| Sezon | Klub                | Kraj | Rozgrywki     | Mecze | Bramki |
| ----- | ------------------- | ---- | ------------- | ----- | ------ |
| 1964  | Łokomotiw Leningrad | ZSRR | Pierwaja Liga | ?     | ?      |
| 1965  | Dinamo Leningrad    | ZSRR | Pierwaja Liga | ?     | ?      |
| 1966  | Dinamo Moskwa       | ZSRR | Wysszaja Liga | 24    | 9      |
| 1967  | Dinamo Moskwa       | ZSRR | Wysszaja Liga | 34    | 13     |
| 1968  | Dinamo Moskwa       | ZSRR | Wysszaja Liga | 29    | 3      |
| 1969  | Dinamo Moskwa       | ZSRR | Wysszaja Liga | 29    | 7      |
| 1970  | Dinamo Moskwa       | ZSRR | Wysszaja Liga | 28    | 7      |
| 1971  | Dinamo Moskwa       | ZSRR | Wysszaja Liga | 20    | 2      |
| 1972  | Dinamo Moskwa       | ZSRR | Wysszaja Liga | 25    | 3      |
| 1973  | Dinamo Moskwa       | ZSRR | Wysszaja Liga | 28    | 3      |
| 1974  | Dinamo Moskwa       | ZSRR | Wysszaja Liga | 28    | 4      |
| 1975  | Dinamo Moskwa       | ZSRR | Wysszaja Liga | 20    | 2      |
| 1976  | Dinamo Moskwa       | ZSRR | Wysszaja Liga | 18    | 1      |

## Kariera reprezentacyjna
W reprezentacji Związku Radzieckiego Jewriużychin zadebiutował 23 października 1966 w zremisowanym 0:0 towarzyskim meczu z Niemiecką Republiką Demokratyczną. W 1968 roku zagrał w dwóch spotkaniach Mistrzostw Europy 1968: półfinale z Włochami (0:0) i o 3. miejsce z Anglią (0:2).
W 1970 roku Jewriużychin został powołany do kadry na Mistrzostwach Świata w Meksyku. Na tym turnieju zagrał w czterech meczach: z Meksykiem (0:0), z Belgią (4:1), z Salwadorem (2:1) i ćwierćfinale z Urugwajem (0:1).
W 1972 roku Jewriużychin zdobył brązowy medal na Igrzyskach Olimpijskich w Monachium. Od 1966 do 1973 roku rozegrał w kadrze narodowej 37 meczów, w których zdobył 6 bramek.